# فيليب زيمباردو
فيليب زيمباردو (بالإنجليزية: Philip Zimbardo)‏ مواليد 23 مارس 1933 في نيويورك، نيويورك، الولايات المتحدة، عالم نفس وأستاذ محاضر في جامعة ستانفورد، والذي ذاع صيته سنة 1971 في ما يسمى باختبار سجن ستانفورد الشهير، وقام بتأليف كتب ومقالات عديدة وكتب دراسية في مجالات علم النفس.

## روابط خارجية
- فيليب زيمباردو على موقع IMDb (الإنجليزية)
- فيليب زيمباردو على موقع إن إن دي بي (الإنجليزية)
- فيليب زيمباردو على موقع قاعدة بيانات الفيلم (الإنجليزية)